# 267585 Popluhár
A 267585 Popluhár (ideiglenes jelöléssel 2002 QA130) a Naprendszer kisbolygóövében található aszteroida. A NEAT program keretében fedezték fel 2002. augusztus 17-én.
Nevét Ján Popluhár (1935 – 2011) csehszlovák labdarúgó után kapta.